# Coelopencyrtus taylori
Coelopencyrtus taylori är en stekelart som först beskrevs av Annecke och Doutt 1961.  Coelopencyrtus taylori ingår i släktet Coelopencyrtus och familjen sköldlussteklar. Inga underarter finns listade i Catalogue of Life.